# パシフィックヘブン
パシフィックヘブンは、東京都港区のアップフロントグループ本社ビル1Fにかつて営業していたレストラン。また、イベント用のホールとしても使用された。

## 概要
ハワイアンミュージックなどを取り扱ったCDレーベル「Pacific Heaven Label」のCDやハワイアングッズ販売・ハワイアンフードの提供をしていた。
2005年3月頃よりアップフロントグループ所属アーティストのライブやイベントなども行われるようになり、それらのライブやHello!Projectを始めとする系列ファンクラブの会員向けイベント用のホールとして主に使用されていた。
また、アップフロントグループ所属アーティストの出演するテレビ番組やDVDなどで収録スタジオとして使用された実績もある。

## 施設概要
- 収容人数：着席で90人程度
- 所在地：東京都港区東麻布1-28-12 麻布高栄ビル 1F
- アクセス：都営地下鉄大江戸線赤羽橋駅・中之橋口